# The Heart of Saturday Night
„The Heart of Saturday Night“ e вторият студиен албум на американския музикант Том Уейтс. Албумът е пуснат на пазара през 1974 г. от Asylum Records. През 2003 г. албумът оглавява 339-о място на класацията на списание Rolling Stone за 500-те най-верики албума на всички времена. Обложката е базирана на тази на албумът In the Wee Small Hours на Франк Синатра. Кал Шенкъл е бил дизайнерът а картината на обложката е на Лин Ласкаро, познат също като Наполиън.

## Песни
Автор на текстовете и музиката е Том Уейтс.
1. New Coat of Paint – 3:23
2. San Diego Serenade – 3:30
3. Semi Suite – 3:29
4. Shiver Me Timbers – 4:26
5. Diamonds on My Windshield – 3:12
6. (Looking for) The Heart of Saturday Night – 3:53
7. Fumblin' with the Blues – 3:02
8. Please Call Me, Baby – 4:25
9. Depot, Depot – 3:46
10. Drunk on the Moon – 5:06
11. The Ghosts of Saturday Night (After Hours at Napoleone's Pizza House) – 3:16